# Alfred Späte (München)
Alfred Späte (geb. 2. Januar 1887 in Jena; gef. 25. Mai 1916 bei Verdun-Douaumont) war ein deutscher Bildhauer. Als Sohn von Otto Späte und Maria Reichardt entstammte er einer Bildhauerfamilie aus Kayna, die in zwei Firmen bis heute fortbesteht. Er lebte in München und ist nicht zu verwechseln mit seinem Verwandten Alfred Späte (1917–1979).

## Leben und Werk
Alfred Späte wurde am 25. April 1910 an der Akademie der Bildenden Künste München immatrikuliert und besuchte die Klasse von Erwin Kurz.
In der Luisenstraße in Naumburg (Saale) wurde 1911 ein 1910 von Naumburger Frauen gewidmetes Luisendenkmal von ihm errichtet, wie auch dem Relief der Königin Luise von Preußen zu entnehmen ist, das gemäß der Naumburger Chronik 1911 eingeweiht wurde. Es ist seiner eigenen Signatur nach auch 1911 fertiggestellt worden.